# Kolugafjall
Kolugafjall är ett berg i republiken Island. Det ligger i regionen Norðurland vestra, 200 km nordost om huvudstaden Reykjavík. Toppen på Kolugafjall är 507 meter över havet.
Trakten runt Kolugafjall är nära nog obefolkad, med mindre än två invånare per kvadratkilometer. Närmaste större samhälle är Sauðárkrókur, omkring 11 kilometer öster om Kolugafjall. Trakten runt Kolugafjall består i huvudsak av gräsmarker.